# La Reine de la prairie
Pour plus de détails, voir Fiche technique et Distribution.
La Reine de la prairie (Cattle Queen of Montana) est un film américain réalisé par Allan Dwan, sorti en 1954.

## Synopsis
Un agent du gouvernement arrive au Montana pour enquêter sur un trafic d'armes au profit d'indiens en révolte. Il s'éprend d'une éleveuse de bétail, dont le troupeau a été volé par les Indiens...

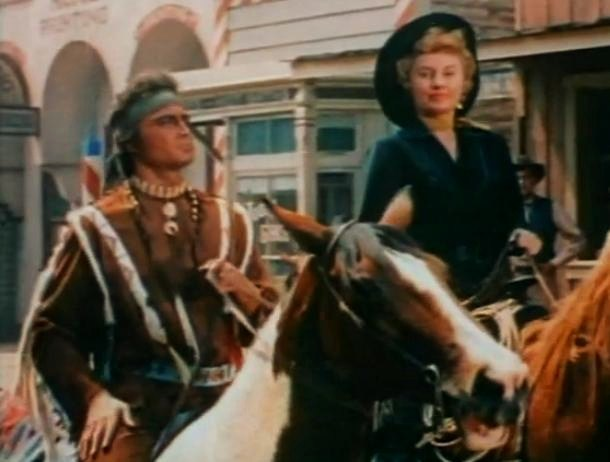
Lance Fuller & Barbara Stanwyck in Cattle Queen of Montana - trailer (cropped screenshot)

## Fiche technique
- Titre : La Reine de la prairie
- Titre original : Cattle Queen of Montana
- Réalisation : Allan Dwan
- Scénario : Robert Blees et Howard Estabrook d'après une histoire de Thomas Blackburn
- Production : Benedict Bogeaus
- Société de production : Filmcrest Productions et RKO
- Distribution : RKO
- Musique : Louis Forbes, Howard Jackson (non crédité) et William Lava (non crédité)
- Photographie : John Alton
- Montage : Carlo Lodato
- Direction artistique : Van Nest Polglase
- Décorateur de plateau : John Sturtevant
- Costumes : Gwen Wakeling
- Pays de production : États-Unis
- Format : Couleur - Technicolor - Son : Mono (RCA Sound Recording)
- Genre : Western
- Durée : 88 minutes
- Dates de sortie :
  - États-Unis : 18 novembre 1954
  - France : 25 avril 1956 (Paris)

## Distribution
- Barbara Stanwyck  (VF : Françoise Fechter) : Sierra Nevada Jones
- Ronald Reagan  (VF : Rene Arrieu) : Farrell
- Gene Evans  (VF :Raymond Loyer ) : Tom McCord
- Lance Fuller (VF : Roland Menard) : Colorados
- Anthony Caruso  (VF : Jacques Beauchey) : Natchakoa
- Jack Elam  (VF : Lucien Bryonne) : Yost
- Yvette Duguay  (VF : Marcelle Lajeunesse) : Starfire
- Morris Ankrum  (VF : Serge Nadaud) : J.I. 'Pop' Jones
- Chubby Johnson  (VF : Jean Brochard) : Nat Collins
- Myron Healey  (VF : Rene Beriard) : Hank
- Rodd Redwing  (VF : Marcel Raine) : Powhani
- Paul Birch  (VF : Maurice Dorleac) : Colonel Carrington
- Burt Mustin  (VF : Paul Ville ) : Dan
- Jonathan Hale  (VF : Gérard Férat) : commissaire
- Byron Foulger (VF : Jean Berton) : employé du bureau de territoire

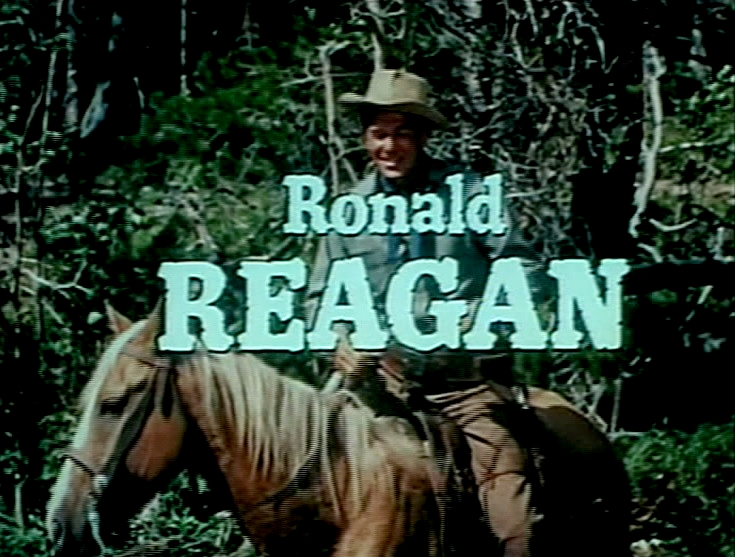
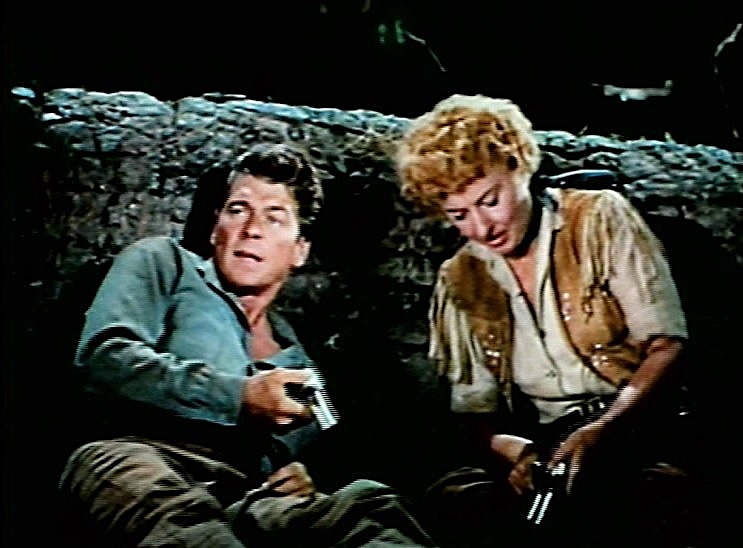
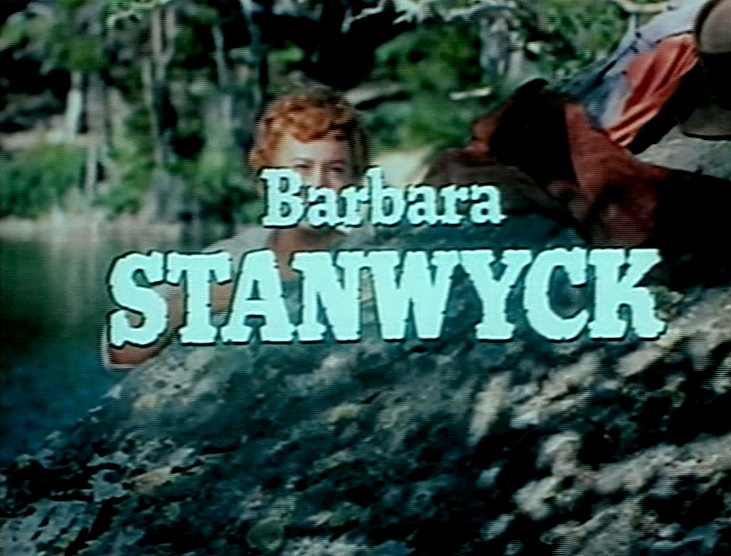

## Autour du film
Ce film est notamment à l'affiche d'un cinéma en 1955 dans le premier film de la trilogie Retour vers le Futur.